# Volvo EX90
Volvo EX90 – elektryczny samochód osobowy typu SUV klasy wyższej, który będzie produkowany pod szwedzką marką Volvo od 2024 roku.

## Historia i opis modelu

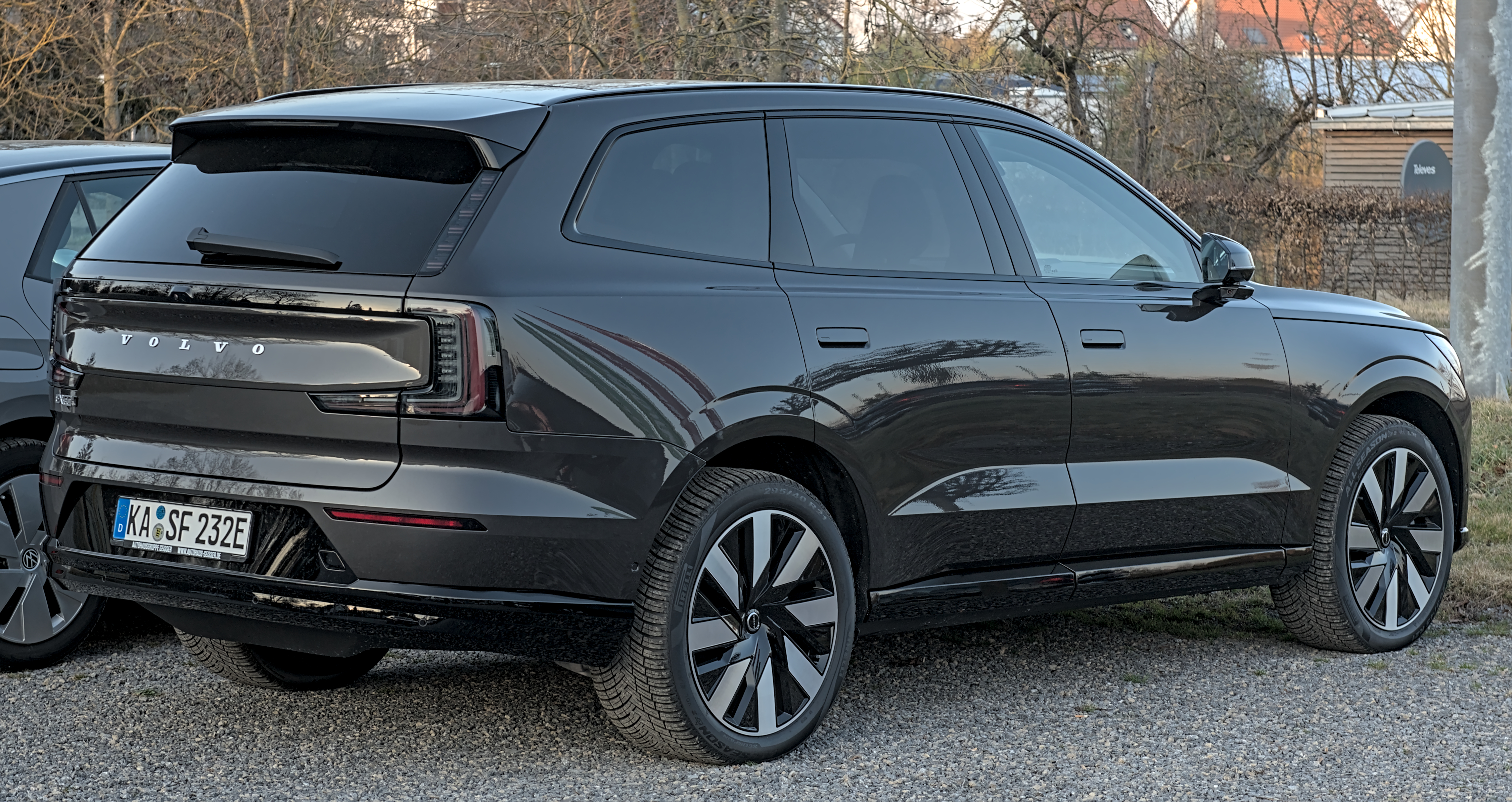
Volvo EX90 – tył

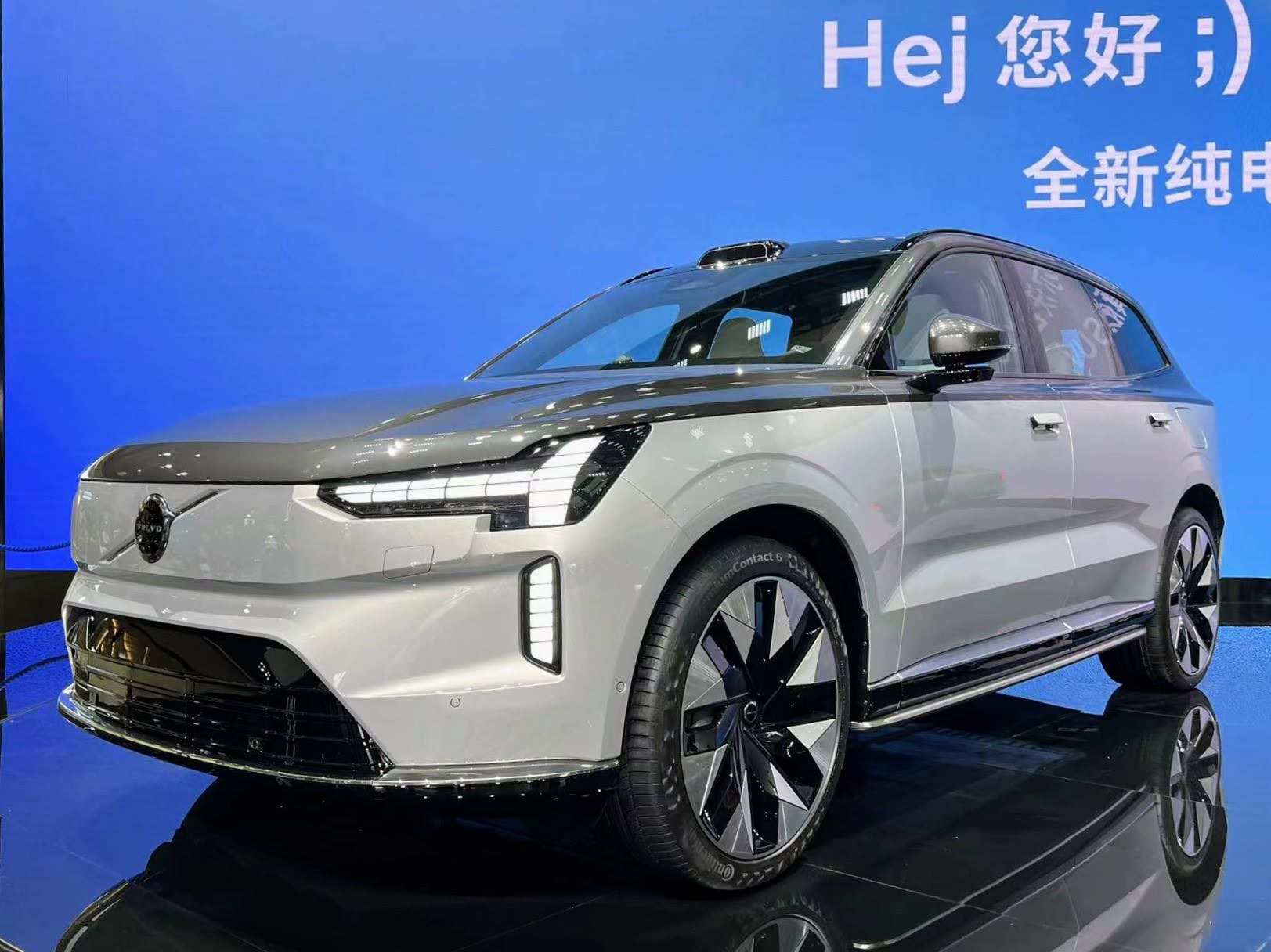
Volvo EX90 Excellence

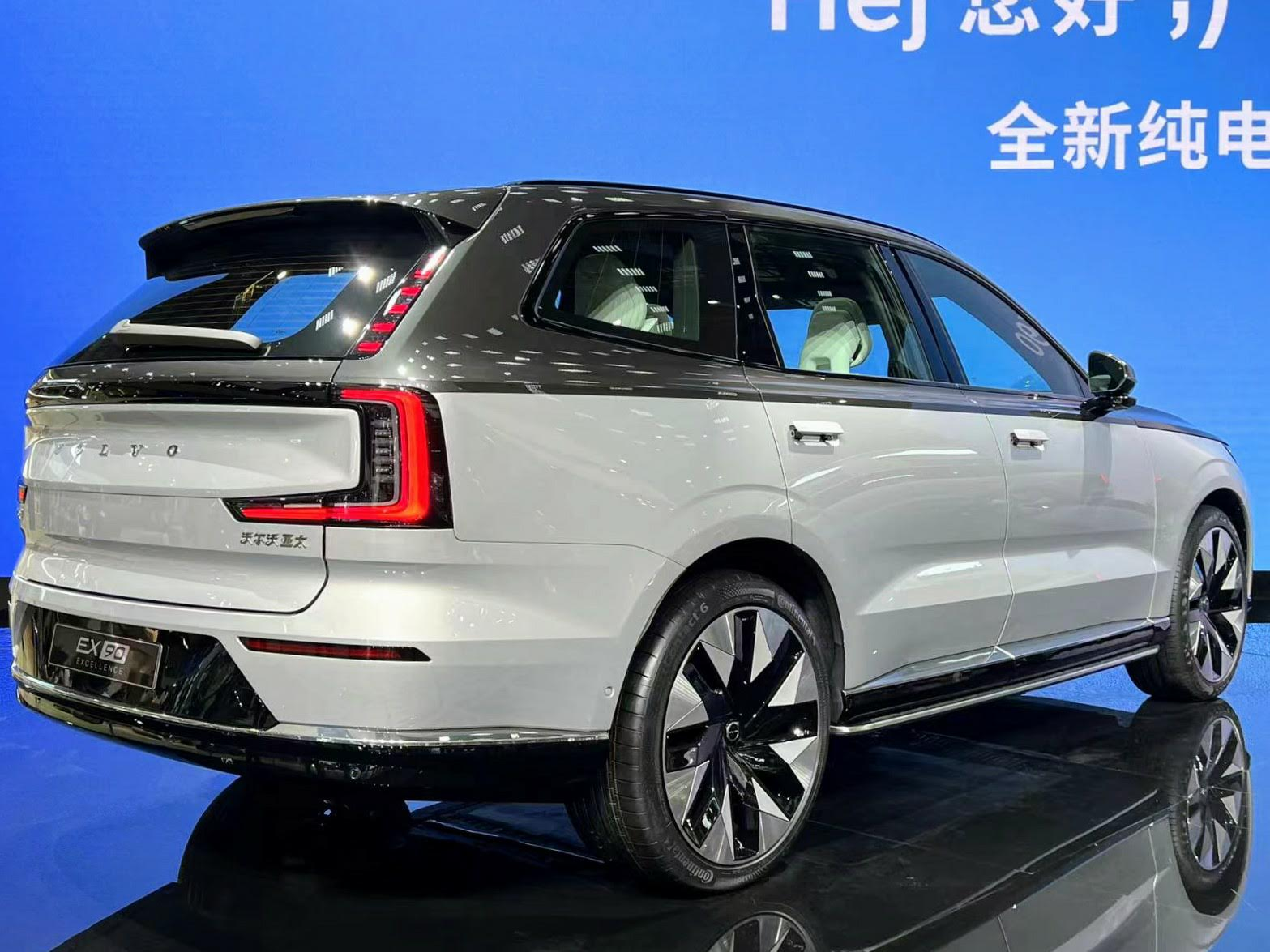
Volvo EX90 Excellence – tył

### Rozwój
W październiku 2019 roku Volvo zapowiedziało kompleksową rozbudowę swojej oferty samochodów o elektrycznym napędzie do 2025 roku, w której uwzględniony miał zostać także następca produkowanej od 2014 roku drugiej generacji topowego SUV-a XC90. W styczniu 2020 ówczesny prezes szwedzkiej firmy Håkan Samuelsson potwierdził, że samochód określany wówczas jako trzecia generacja XC90 będzie oferowany w wariancie w pełni elektrycznym. W mediach motoryzacyjnych interpretowano wówczas te słowa jako sugestię, że nowe wcielenie topowego SUV-a dalej dostępne będzie także w spalinowo-elektrycznym wariancie hybrydowym. Informacje te jednak nie potwierdziły się – w czerwcu 2021 Volvo oficjalnie potwierdziło, że kolejna generacja XC90 będzie dostępna wyłącznie z napędem elektrycznym, z myślą o którym została opracowana od podstaw. Studyjną zapowiedzią zupełnie nowego samochodu został przedstawiony w listopadzie tamtego roku prototyp Volvo Recharge Concept, zwiastując kluczowe cechy stylistyczne planowanego na 2022 rok elektrycznego SUV-a. Po  zarejestrowaniu w grudniu 2021 urzędzie patentowym znaku handlowego Embla spekulowano, że nowy model otrzyma inną nazwę i odejdzie od alfanumerycznej koncepcji na rzecz nazw własnych – poczynając od Volvo Embla.

### Premiera
W marcu 2022 na stanowisku dyrektora generalnego Volvo nastąpiła zmiana, po której Håkana Samuelssona zastąpił Jim Rowan. Ten zdecydował się zrewidować zmiany w polityce nazewniczej firmy, zamiast odchodząc od alfanumerycznego porządku – dokonując w nim korekty. W rezultacie, zamiast Volvo Embla nowy elektryczny SUV otrzymał nazwę Volvo EX90 dla podkreślenia poprzez literę E nowego, w pełni elektrycznego źródła napędu i zarazem kontynuacji koncepcji poprzednika, XC90. Oficjalna premiera samochodu odbyła się 9 listopada 2022 roku.
EX90 jako pierwszy model Volvo zbudowane zostało w oparciu o nową generację modułowej platformy SPA2 współdzielonej z bliźniaczym, debiutującym równolegle bardziej sportowo nacechowanym modelem Polestar 3. Do budowy pojazdu wykorzystane zostało aluminium i stal, przy których pozyskiwaniu położono nacisk na surowce z recyklingu. Projektując nadwozie zwrócono uwagę na optymalne parametry aerodynamiczne, nadając optymalny kształt panelom nadwozia, a także decydując się na chowane klamki oraz aerodynamiczne nakładki na alufelgi. W rezultacie, masywny SUV charakteryzuje się współczynnikiem oporu powietrza Cx=0,29.
Samochód utrzymany został w estetyce w obszernym zakresie stanowiącej rozwinięcie wyglądu poprzednika, Volvo XC90. Masywna, foremna bryła nadwozia zyskała podłużny przód i ściętą pod kątem tylną szybę. Jednocześnie, producent zastosował nowe akcenty stylistyczne jak dwuczęściowe tylne lampy czy reflektory wykonane w technologii full LED obsługujące animacje 3D i tworzące razem z drugim kloszem motyw tzw. młotu Thora.
Kabina pasażerska utrzymana została w cyfrowo-minimalistycznej estetyce, do której wykonania zastosowano m.in. organiczną wełnę, sztuczną skórę, aluminium czy komponenty wykonane z korków winiarskich lub przetworzonych elementów drewnianych. Deskę rozdzielczą zdominowały dwa ekrany, z czego pierwszy o prostokątnym, podłużnym kształcie umieszczono przed kierownicą, z kolei drugi, pionowy o przekątnej 14,5 cala zdominował konsolę centralną. Dotykowy wyświetlacz przejął sterowanie większością funkcji samochodu, obsługując wbudowany system Google, łączność 5G, nawigację czy usługi Apple CarPlay lub Android Auto. EX90 to samochód 7-osobowy oferujący przestrzeń w trzech rzędach siedzeń.
Producent w momencie premiery szczycił się poziomem bezpieczeństwa oferowanym przez EX90. Sylwetkę samochodu wzbogacił umieszczony na skraju przedniej szyby i krawędzi dachu schowany pod wybrzuszeniem radar typu LiDAR. Obsługiwany przez komputer z technologią NVIDIA Drive o wydajności 254 teraflopów, zapewnia rozbudowane monitorowanie otoczenia wokół pojazdu w celu wykrywania przeszkód i zapobiegania wypadkom w odległości do 250 metrów przed samochodem. W połączeniu z innymi 6 radarami, 8 kamerami i 16 czujnikami ultradźwiękowymi, Volvo EX90 określone zostało przez producenta jako najbezpieczniejszy samochód na świecie. Samochód w swoim wyposażeniu posada funkcję skanowania zachowania gałek ocznych kierowcy w celu wykrycia zmęczenia (i zagrożenia zaśnięciem) lub możliwości zasłabnięcia. W przypadku wykrycia takich niebezpieczeństw albo po wykryciu zaśnięcia lub zasłabnięcia, samochód samodzielnie zjedzie z drogi, zatrzyma się i wezwie pomoc. Samochód został wyposażony także w trójwymiarowy dźwięk w systemie nagłośnienia wykonanym przy współpracy z firmą Bowers & Wilkins.

### EX90 Excellence
W kwietniu 2023 podczas Shanghai Auto Show przedstawiona została limitowana, superluksusowa odmiana EX90 Excellence. Pod kątem wizualnym wyróżniła się ona dwubarwnym malowaniem nadwozia oraz dedykowanym wzorem 22-calowych alufelg. Kabina pasażerska została z kolei zmodyfikowana pod kątem komfortu podróży w drugim rzędzie siedzeń. Trzyosobowa kanapa została zastąpiona oddzielnymi, dwoma fotelami z rozbudowanym zakresem regulacji, poduszkami w zagłówkach i dedykowanym podłokietnikami. Ponadto, na wyposażeniu EX90 Excellence znalazła się lodówka oraz dozowniki zapachów. Za główny rynek zbytu limitowanej wersji EX90 określono Chiny, a ponadto Volvo chce sprzedawać go także w innych wyselekcjonowanych regionach świata.

### Sprzedaż
W przeciwieństwie do poprzednika wytwarzanego w szwedzkich zakładach w mieście Torslanda pod Göteborgiem, jako główne zakłady produkcyjne Volvo EX90 wybrano otwarty w 2018 kompleks w amerykańskim Ridgeville w Karolinie Południowej. Poczynając od 2024 roku, na drugą fabryką produkującą EX90 wyznaczono także chińskie Daqing. Choć elektryczny SUV powstał jako następca przedstawionej w 2014 roku drugiej generacji spalinowego XC90, to w początkowej fazie produkcji EX90 oferowany jest równolegle z dotychczasowym modelem. Jego gama modelowa została przy okazji okrojona wyłącznie do wariantów z układami mild hybrid lub w pełni hybrydowymi. Tuż po premierze opublikowano polski cennik Volvo EX90, który w listopadzie 2022 otworzył podstawowy wariant za 479 900 złotych. Dostawy pierwszych egzemplarzy do klientów pierwotnie planowano na przełom 2023 i 2024 roku, jednak w maju 2023 firma ogłosiła, że z powodu kłopotów wokół rozwoju oprogramowania razem z bliźniaczym Polestarem 3 początek produkcji wraz z dostawami przesunięto o ponad 5 miesięcy na połowę 2024 roku. Polska premiera samochodu odbyła się oficjalnie 13 lipca 2023.

### Dane techniczne
Volvo EX90 to samochód w pełni elektryczny. Zarówno podstawowa, jak i topowa odmiana wyposażona została w dwa silniki przenoszące moc na obie osie za pomocą napędu AWD. Podstawowy rozwija moc 408 KM i rozpędza się do 100 km/h w 5,8 sekundy, z kolei topowy osiąga 517 KM mocy maksymalnej. W tym przypadku pozwala to rozpędzić się do 100 km/h w 4,8 sekundy i maksymalnie osiągnąć prędkość elektronicznie zablokowaną do 180 km/h. Bateria litowo-jonowa o pojemności 110 kWh pozwala przejechać realnie ok. 440 kilometrów na jednym ładowaniu.